# 三仙姊信仰
三仙姊信仰是廣東惠州惠東縣客家人的民間信仰，惠東縣稔山範和村石門山的雷鳴庵為仙姊祖廟，後有客家移民請奉於香港新界大埔九龍坑的盤王古廟。

## 三仙姊簡介
馮仙姊，名字不詳，傳說是惠東鐵湧村一戶馮姓人家的獨生女，自幼才貌出眾，貌若仙女，且能吟詩作對。傳說說馮仙姊幼時，曾遇到範和一位財主為了要方便收租，便命令溪上築橋，然而橋始終無法完成，焦急萬分。馮仙姊見此情形掩嘴而笑，並告訴眾人建造方式，馮仙姊如此這般一說，眾人聽得有理，依照馮仙姊只是去建造，終於把橋建起來，於是馮仙姊的名聲事蹟便傳開在鄉里之間。
馮仙姊在二九之年時被黃埠一戶豪門之子看上，欲取為妻，馮仙姊的父親將其許配給豪門之子，仙姊知到後極力反抗。得仙人指引，相約定於迎娶之日辰時，在附近石門山羽化登仙。然至迎親之日，迎親隊伍提前到來，馮仙姊無法脫身。仙人即施法術助其脫身。一時間天空烏雲密布，雷電交加，來迎親之人作鳥獸散去。馮仙姊伺機逃出，飛奔向石門山，然而由於耽誤到時辰，仙洞大門已閉。只能在石門山中的其他洞穴坐化，後人便在仙姊坐化的洞穴前建立廟宇奉祀祂。
張仙姊，明末清初廣東興寧人，生平不詳，父親名叫張文慶，母親名叫郭春嬌。
何仙姊相傳是明朝人，在印度出生，長大後移居深圳南頭一個村莊，父親名叫何天城，母親名叫賴春柳，其他生平資料不詳。
張、何、馮仙姊原本是分開供奉的，由於三位仙姊成道的年紀差不多，雷鳴庵除了奉祀馮仙姊外，後來還供奉張先姊和何仙姊。三仙姊信仰在惠東和惠來的客家地區極為盛行，1980年代末期改革開放後，每年仙姊壽誕，移居香港的惠來人均會前往石門山賀壽。
在香港，馮仙姊信仰較張仙姊和何仙姊普及，茶果嶺天后廟的列聖神牌有馮仙姊的神名，由此可看出茶果嶺的居民不少是來自惠來的客家人。香港信仰馮仙姊的信眾也不只侷限客家人，沙頭角禁區碼頭旁的天后廟就有配祀馮仙姊，信眾多為鶴佬人。
每年馮仙姊壽誕，很多客家婦女信徒會前往新界大埔九龍坑的盤王古廟祭拜。